# Puente de Medina
El puente de Medina es un puente medieval construido en el siglo xiv situado en el municipio español de Arévalo, provincia de Ávila (Castilla y León), que cruza el río Arevalillo. De estilo mudéjar, está compuesto de tres arcos principales apuntados con forma de ojiva.
Fue declarado monumento histórico artístico (antecedente de la figura de bien de interés cultural) mediante real decreto de 19 de octubre de 1983 (publicación en el Boletín Oficial del Estado del 27 de diciembre de 1983).